# Johann Näher
Johann Näher (Müllheim, 1854. április 29. – Biel, 1936. március 30.) svájci politikus.

## Élete
Szülei Johannes Näher kőműves és Elisabetha (szül. Hagenbüchli) voltak. Romanshornban nyomdásznak tanult, majd választott foglalkozásában Oltenben, Grenchenben, majd Burgdorfban dolgozott, végül 1875 és 1922 között Bielben. 1879-ben feleségül vette Fridolin Strittmatter leányát, Crescentiát.
82 évesen halt meg 1936. március 30-án.

## Politikai pályafutása
Politikai pályafutása elején Johann Näher belépett a Szociáldemokrata Pártba, és 1893-ban beválasztották Biel városi tanácsába, ahol 1911-ig tevékenykedett. Ezzel összefüggésben 1920-ig a bieli községi tanács tagja, 1898 és 1911 között pedig a berni nagytanács tagja is volt. 1911 és 1917 között a kantont képviselte a nemzeti tanácsban. 1911-ben elnökként a Szociáldemokrata Párt élén állt.
Näher emellett 1898-tól a svájci Grütliszövetség titkára, 1908-tól 1911-ig elnöke volt. Lényegesen hozzájárult a bieli munkásmozgalom létrehozásáért.

## Fordítás
- Ez a szócikk részben vagy egészben  a   Johann Näher című német Wikipédia-szócikk fordításán alapul.  Az eredeti cikk szerkesztőit annak laptörténete sorolja fel. Ez a jelzés csupán a megfogalmazás eredetét és a szerzői jogokat jelzi, nem szolgál a cikkben szereplő információk forrásmegjelöléseként.